# Martijn Koolhoven
Martijn Koolhoven (Heukelum, 4 augustus 1965) is een Nederlands journalist.

## Jeugd en opleiding
Koolhoven volgde het havo in Gorinchem en studeerde vanaf 1982 aan de School voor Journalistiek in Utrecht waar hij in 1986 afstudeerde.

## De Telegraaf
Van 1 juni 1986 tot 30 september 2011 was Koolhoven journalist bij De Telegraaf. Hij versloeg voor de krant onder andere de ramp met de Herald of Free Enterprise en de Bijlmer-, Enschede- en Faro-rampen. Ook deed hij voor De Telegraaf verslag vanuit New York na de aanslagen op de Twin Towers. Verder versloeg hij de (gevolgen van) de moord op Pim Fortuyn en schreef artikelen over Fortuyns moordenaar Volkert van der Graaf. Hij schreef verder over de bomaanslag op schilder Rob Scholte, de verdwijning van Corry van der Valk en de ontvoeringszaken van o.a. Gerrit-Jan Heijn en Claudia Melchers.
Onder het pseudoniem 'Martin Choucours' schreef hij tussen 2001 en 2008 ook voor de glossy Miljonair Magazine.

## Affaire De Deugd en ontslag
In april 2010 schreef Koolhoven een artikel over fotograaf Leo de Deugd, die hij betichtte van fetishpraktijken. Tevens zou de wijk, met een hoge moslimpopulatie, waarin De Deugd zich gevestigd had, volgens het artikel in rep en roer zijn over de komst van de fotograaf. Vlak na de publicatie maakte Rutger Castricum voor het weblog GeenStijl een reportage in de Rotterdamse buurt waar De Deugd gevestigd is waarbij hij aantoonde dat het Telegraaf-artikel niet klopte.
De Deugd deed aangifte bij de politie en diende een klaagschrift in bij de Raad voor de Journalistiek. Het oordeel van de Raad voor de Journalistiek luidde: "Koolhoven heeft dit 'nieuws' doelbewust aan wijkbewoners meegedeeld. Kennelijk om een bepaalde, negatieve, reactie uit te lokken en op deze wijze nieuws te creëren." De rechter deed in juli 2011 de uitspraak dat de berichtgeving onjuist en tendentieus was. Koolhoven ontkende de aantijgingen en de hoofdredactie steunde hem. De Telegraaf erkent sinds december 2008 de Raad niet meer. In de loop der jaren werden tegen Koolhoven zestien klachten ingediend, die door de Raad voor de Journalistiek in elf gevallen gegrond werden verklaard, en in drie gevallen deels gegrond.
In de aflevering De chocoladeletters van De Telegraaf van Zembla uit september 2011 werd de betrouwbaarheid van een aantal Telegraaf-artikelen in twijfel getrokken, met name een aantal artikelen van de hand van Koolhoven. Het programma noemde het artikel over De Deugd een vriendendienst van Koolhoven aan Sapph-eigenaar Rob Heilbron, die een juridisch conflict over auteursrechten had met De Deugd. De Telegraaf wilde niet reageren op de vragen van de redactie van het VARA-programma. Daags na de uitzending maakt PowNews, dat via presentator en ex-Telegraaf-journalist Dominique Weesie nauwe banden onderhoudt met de Telegraaf-redactie, bekend dat Koolhoven op non-actief was gesteld. Er werden geen nieuwe feiten bekend, maar de evaluatie van de zaak leidde tot een meningsverschil tussen Koolhoven en één lid van de hoofdredactie. Koolhoven ontkende het verhaal te hebben verzonnen.
Het conflict met de hoofdredactie leidde tot een vertrouwensbreuk en het op non-actief stellen van Koolhoven. Koolhoven en De Telegraaf besloten om per 30 september 2011 uiteen te gaan.

## Freelance journalist
Op 1 juli 2014 richt Koolhoven zijn eigen bureau Koolhoven & Partners op, van waaruit Koolhoven actief is als freelance journalist en met het bijstaan van cliënten met media-vraagstukken. Hij schreef artikelen over de moord op Sandra Hazeleger, de oplichtingsaffaires Palm Invest en Easy Life en de affaire rond kroegenmagnaat Sjoerd Kooistra en de implosie van de Kroymans Corporation. Verder publiceerde hij over de '3% belastingregeling' van woonwagenkamp Vinkenslag bij Maastricht.